# Bournemouth Hayward Saturday League
Bournemouth Hayward Saturday League är en engelsk fotbollsliga baserad runt Bournemouth. Den har tre divisioner och toppdivisionen Premier Division finns på nivå 13 i det engelska ligasystemet.
Ligan är en matarliga till Dorset Football League.

## Mästare
| Säsong  | Mästare                |
| ------- | ---------------------- |
| 2007/08 | Sway                   |
| 2008/09 | Bournemouth Electric   |
| 2009/10 | Bournemouth Electric   |
| 2010/11 | Westover Bournemouth   |
| 2011/12 | Bournemouth Manor      |
| 2012/13 | Sway                   |
| 2013/14 | Richmond Park Con Club |
| 2014/15 | Bournemouth Electric   |
| 2015/16 | Bournemouth Manor      |
| 2016/17 | Bournemouth Manor      |